# Typhochrestus penevi
Typhochrestus penevi es una especie de araña araneomorfa del género Typhochrestus, familia Linyphiidae. Fue descrita científicamente por Komnenov en 2014.
Se distribuye por Macedonia del Norte. El cuerpo del macho mide aproximadamente 1,12 milímetros de longitud y el de la hembra 1,54 milímetros.